# Skid Row, Los Angeles
För andra betydelser, se Skid Row.
Skid Row är ett område i Downtown, Los Angeles. Området är officiellt känt som Central City East. 2019 var invånarantalet i distriktet 8 757. Området är känt för sina många hemlösa narkomaner.

## Beskrivning och historik
Skid Row har en av de största mer eller mindre permanenta befolkningarna av hemlösa i USA, med omkring 9 200 till 15 000, och den har varit känt för sin sammantryckta hemlösa befolkning sedan 1930-talet. De flesta hemlösa bor i tält, som de slagit upp längs med trottoaren.
Området har en lång historia av polisrazzior, riktade initiativ från staden Los Angeles och kamp för att undanröja hemlöshetsproblematiken. Detta har gjort Skid Row till en av de mer väl- och ökända distrikten i staden. Sedan 2016 har miljontals Youtube-konsumenter lärt sig mer om de hemlösa i stadsdelen genom Mark Laitas personporträtt av dem i Soft White Underbelly.
Distriktet omfattar 50 kvarter på en yta av 7 kvadratkilometer, direkt öster om centrala Downtown. Det ligger söder om Little Tokyo, väster om Arts District och norr om Fashion District. Rent konkret avgränsas det av 3rd Street (i norr), 7th Street (i söder), Alameda Street (i öster) och Main Street (i väster).

## Etymologi
Benämningen skid row (ränn-raden) eller skid road (ränn-vägen) refererar till ett område där människor som är "on the skids" bor. Detta är ursprungligen ett uttryck från virkesindustrin, med timmerfraktare som transporterade det avverkade virket till en närbelägen flod för vidare flottning via en inoljad ränna av brädor (skids, jämför skidor). Timmerarbetare som följt med virket ner till botten av rännan/leden behövde därefter vänta på transport tillbaka till lägret vid avverkningsområdet.
Som en utvidgning av begreppet började det även användas för platser där människor utan vare sig pengar eller sysselsättning samlades. I det engelskspråkiga Nordamerika kom det därefter att bli en generell term för en gata i ett slumområde i en stad.

## Galleri

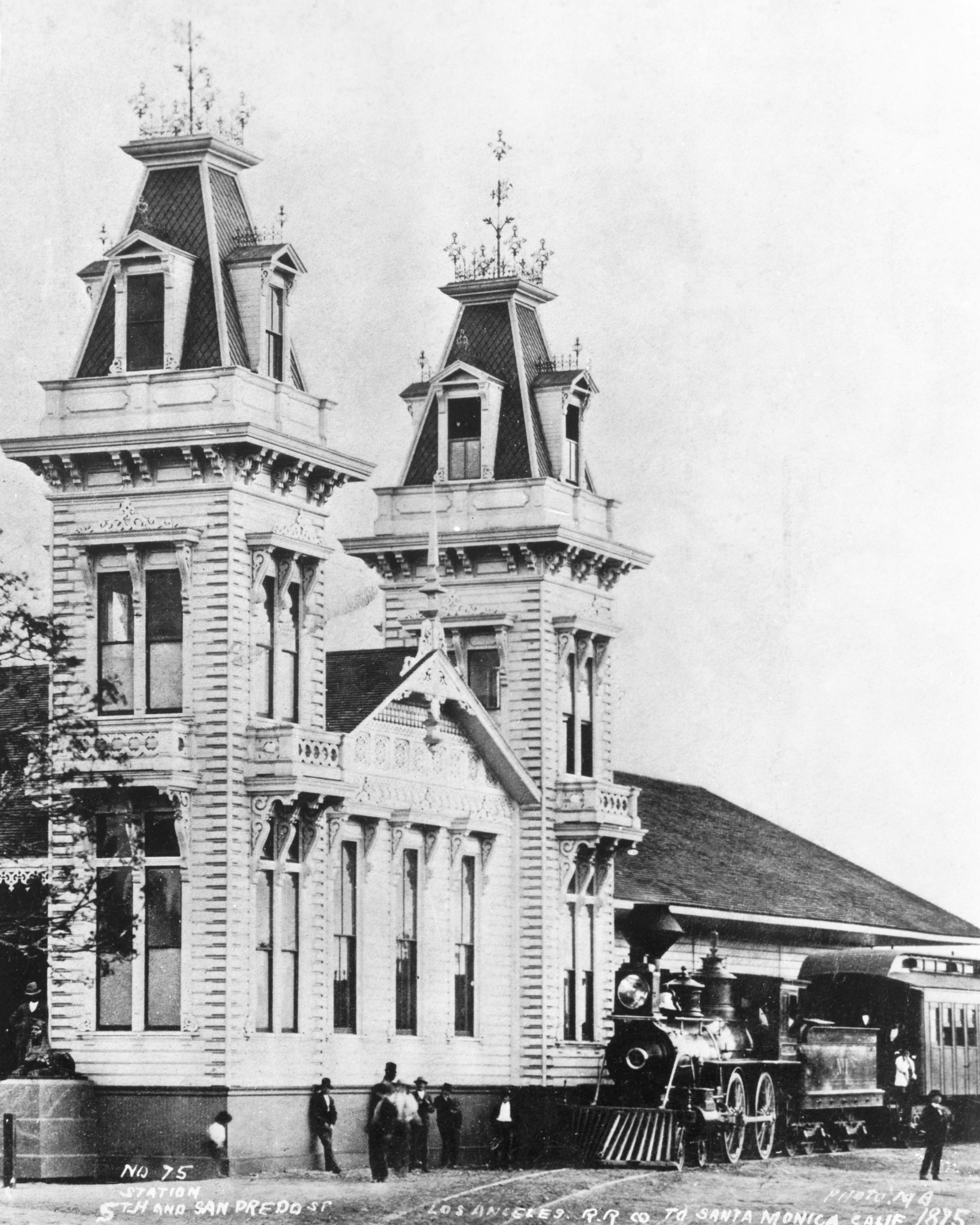
Ånglok framför Los Angeles and Independence Rail Road Terminal vid 5th Street / San Pedro Street 1875.
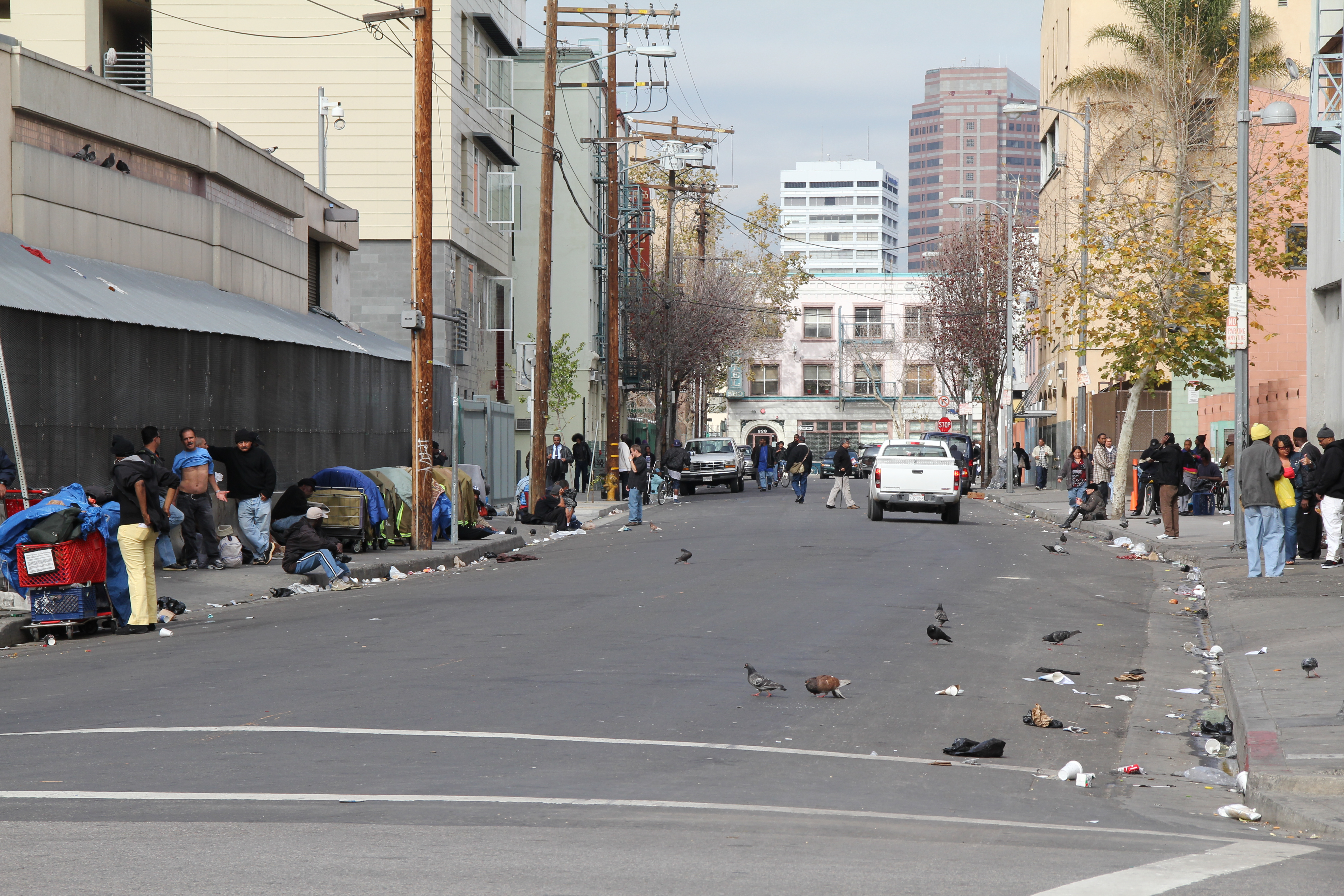
Bild från 2011.
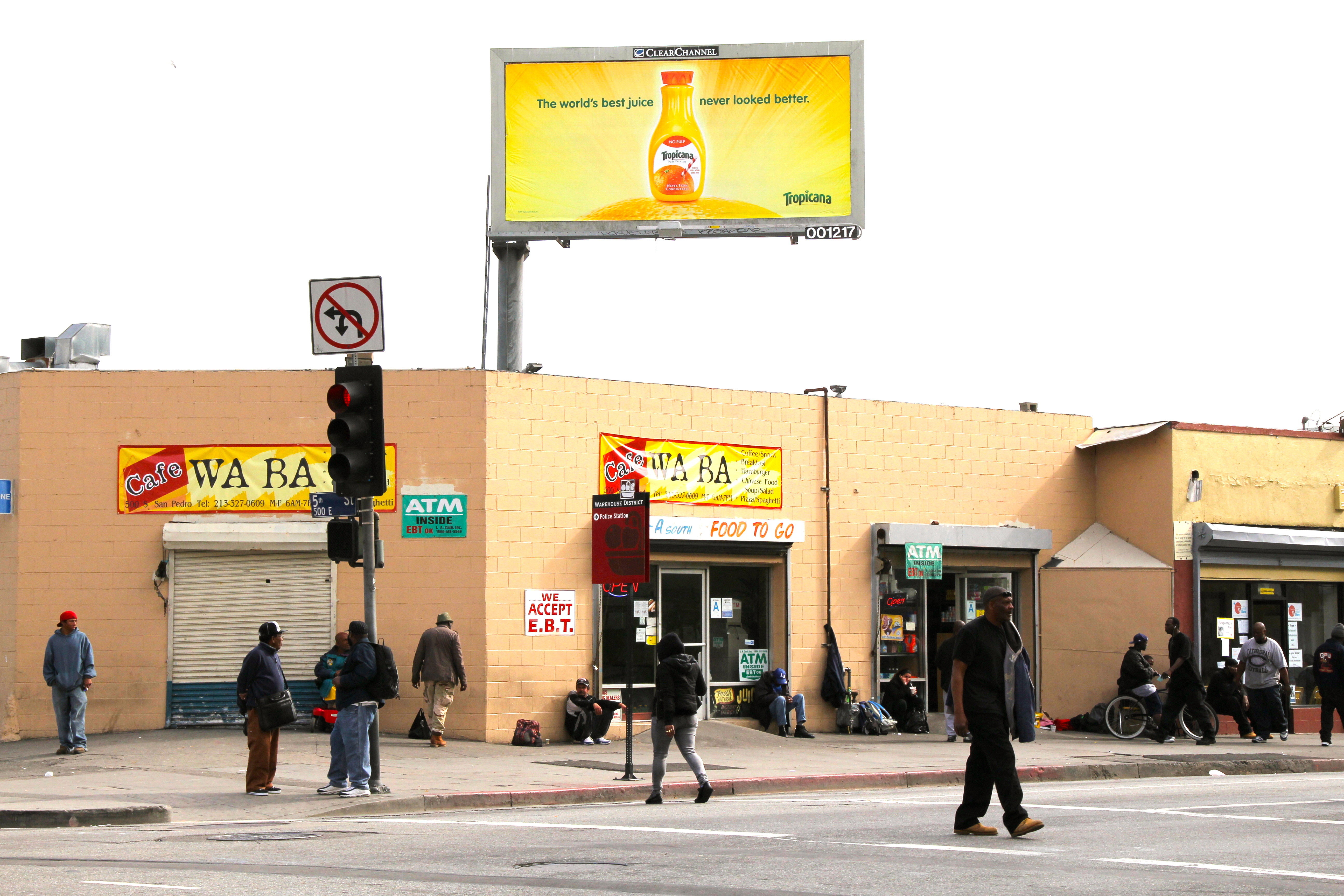
Hörnet av San Pedro Street och East 6th Street (2011).
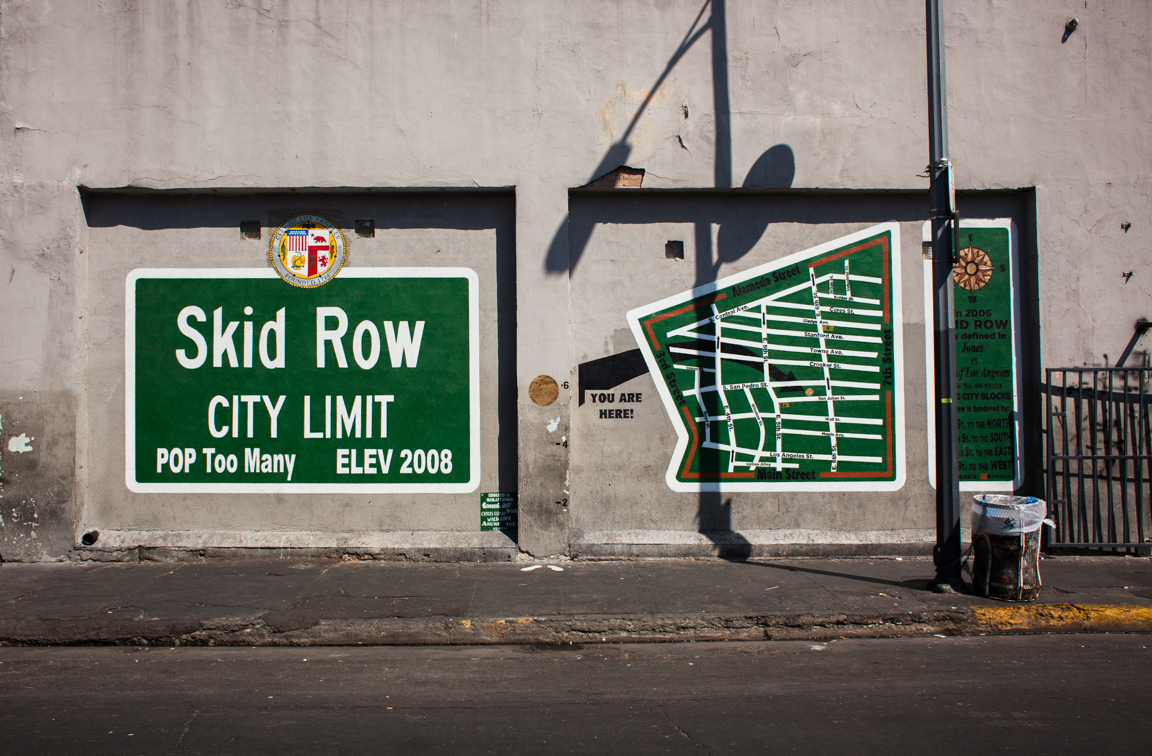
Väggmålning (från 2014) på San Julian Street.